# Ґаєво (Вармінсько-Мазурське воєводство)
Ґаєво (пол. Gajewo, нім. Grünhof) — село в Польщі, у гміні Ґіжицько Гіжицького повіту Вармінсько-Мазурського воєводства.
Населення — 596 осіб (2011).
У 1975-1998 роках село належало до Сувальського воєводства.

## Демографія
Демографічна структура станом на 31 березня 2011 року:
|          | Загалом | Допрацездатний вік | Працездатний вік | Постпрацездатний вік |
| -------- | ------- | ------------------ | ---------------- | -------------------- |
| Чоловіки | 301     | 73                 | 209              | 19                   |
| Жінки    | 295     | 62                 | 190              | 43                   |
| Разом    | 596     | 135                | 399              | 62                   |